# Exécutif Dehousse II
L’Exécutif Dehousse II est un exécutif wallon tripartite, composé de libéraux, de socialistes et de sociaux-chrétiens. Il compte 6 ministres.
Ce gouvernement fonctionne du 27 octobre 1982 au 11 décembre 1985 en remplacement de l'Exécutif Damseaux, à la suite d'un accord d'alternance entre partenaires. 
Il sera suivi par l'Exécutif Wathelet.

## Composition
| Fonction                                                                                         | Titulaire | Titulaire                                                                  | Parti |
| ------------------------------------------------------------------------------------------------ | --------- | -------------------------------------------------------------------------- | ----- |
| Ministre-Président, chargé de l'Économie                                                         |           | Jean-Maurice Dehousse                                                      | PS    |
| Ministre chargé de la Tutelle et des Relations extérieuresjusqu'au 28 novembre 1985:             |           | jusqu'au 28 novembre 1985: André Damseaux                                  | PRL   |
| Ministre pour le Budget et l’Énergie                                                             |           | Philippe Busquin                                                           | PS    |
| Ministre des Technologies nouvelles et des P.M.E., de l’Aménagement du Territoire et de la Forêt |           | Melchior Wathelet                                                          | PSC   |
| Ministre pour l’Eau, l’Environnement et la Vie rurale                                            |           | Valmy Féaux                                                                | PS    |
| Ministre pour le Logement et l’Informatique                                                      |           | André Bertouille remplacé le 28 juin 1983 par: Jacqueline Mayence-Goossens | PRL   |